# Maurice Bienaimé
Maurice Bienaimé (ur. 7 czerwca 1885 w Saint-Quentin, zm. 1940) – francuski lotnik, baloniarz. W 1912 roku zwyciężył w VII pucharze Gordona Bennetta.

## Życiorys
Zanim został lotnikiem uprawiał inne sporty. Jeździł na rowerze, motorze i jako kierowca. Pierwszy lot odbył w 1906 roku w samolocie pilotowanym przez George’a Blancheta. W 1907 roku uzyskał licencję pilota i sam szkolił uczniów.
W 1908 roku zajął 2 miejsce w Grand Prix de l’Aero Club. Za lot w dniu 9 listopada 1911 roku z Lamotte-Breuil do Alt. Saucken otrzymał Prix Lahm. Nagroda powstała aby uczcić zwycięstwo Lahma we Francji w 1906 roku. Był to puchar, który trafiał do pilota pierwszego balonu, który przekroczył 402 mile, czyli dystans, który został osiągnięty przez Lahma w 1906 roku.
2 maja 1913 roku na balonie zbudowanym przez firmę Zodiac razem z Jacquesem Schneiderem, który prowadził obserwacje naukowe, pobił francuski rekord wysokości wzlotu balonem. Balon Ikar napełniony wodorem osiągnął wysokość 10 081 m. Wcześniejszy rekord na wysokość 9 188 m osiągnięty 9 kwietnia 1911 roku również należał do M. Bienaimé. W latach 20. XX wieku startował w wyścigach na wodolotach. W styczniu 1918 roku jako pilot sterowca został awansowany do stopnia porucznika. W 1922 roku był członkiem rady Compagnie Aéronautique Française d’Extrême-Orient (Francuska kompania lotnicza Dalekiego Wschodu). W 1925 dyrektorem Hydroglisseurs de Lambert. Firma założona w 1918 roku zajmowała się produkcją wodnosamolotów.

## Zawody o Puchar Gordona Bennetta
W 1909 roku po raz pierwszy wziął udział w zawodach balonowych o Puchar Gordona Bennetta. Zajął 5 miejsce, a jego balon wylądował w okolicach Głogówka. W 1912 roku startując z René Rumpelmayerem wygrał zawody. Podczas lotu ustanowili oni rekord długości lotu lądując po locie na odległość 2198 km w Riazaniu. Ostatni raz wystartował w 1927 roku zajmując 9 miejsce

## Odznaczenia
- 1911: Prix Lahm
- 1912: Grande Médaille de l’Aéro-Club de France[16][17]
- 1914: Médaille d’argent de l’Aéro-Club de France za lot balonem w dniu 2 maja 1913 roku na wysokość 10.108 m[18]
- 1923: Kawaler Legii Honorowej[19]